# Bistum Faisalabad
Das Bistum Faisalabad (lat.: Dioecesis Faisalabadensis) ist eine in Pakistan gelegene römisch-katholische Diözese mit Sitz in Faisalabad.

## Geschichte
Das Bistum Faisalabad wurde durch Papst Johannes XXIII. am 13. April 1960 als Bistum Lyallpur aus Gebietsanteilen des Bistums Multan gegründet und zunächst dem Metropolitanbistum Karatschi unterstellt. Erster Bischof war Francesco Benedetto Cialeo OP. 1977 erfolgte die Umfirmierung in das heutige Bistum Faisalabad, infolge der Umbenennung der Stadt zu Ehren des ermordeten Königs Faisal von Saudi-Arabien.
Das Bistum Faisalabad ist ein Suffraganbistum des Erzbistums Lahore.

## Ordinarien
- Francesco Benedetto Cialeo OP, 1960–1976
- Paolo Vieri Andreotti OP, 1976–1984
- John Joseph, 1984–1998
- Joseph Coutts, 1998–2012, dann Erzbischof von Karachi
- Joseph Arshad, 2013–2017, dann Bischof von Islamabad-Rawalpindi
- Indrias Rehmat, seit 2019